# Mårten Matsson Teit
Mårten Mattsson Teit, Martinus Matthiae Teit, född omkring 1510 i byn Tetom i Pernå i nuvarande Finland, död 1544 i Stockholm, var präst och lärare åt Gustav Vasas söner Erik och Johan. Vid sidan av Mikael Agricola bidrog han till Finlands reformation och översättningen till finska av Nya Testamentet.
Mårten Teits föräldrar var ägaren av ett frälsegods i Pernå Matts Jönsson Teit (död 1552) och Brita Larsdotter (Creutz). Släkten Teit var möjligen adlig och räknade sin härkomst från klanen Tait i Skottland; den ansågs ha anlänt till Finland redan under Birger Jarls tid enligt uppgifter som emellertid ifrågasatts.
Mårten Mattsson Teit studerade troligen först i Viborg och därefter i Åbo. Tillsammans med sju andra studenter sändes Mårten Mattsson Teit 1536 av biskopen i Åbo Martin Skytte att studera i Wittenberg. Wittenbergs universitet var lärosätet där den protestantiska rörelsen startat under Martin Luther och Philipp Melanchton. Till studentskaran hörde även en annan student från Pernå, Mikael Agricola, senare känd som Finlands reformator, och studenternas uppgift var att studera den reformerta läran "med förebild i Wittenbergs församling" och vid hemkomsten verka för att förnya kyrkan i Finland. Medel till resan hade beviljats redan tidigt på året 1535, vilket omnämns i ett kungligt brev där Teit beviljas inkomsten från ett prebende i Åbo för att genomföra studierna, men avresan fördröjdes genom grevefejden mellan Sverige och Lübeck till hösten 1535, och Teits och Agricolas namn finns inskrivna jämte varandra i Wittenbergs universitets matrikel till vinterterminen 1535-36. Samtidigt med Agricola blev Teit filosofie magister vid Wittenbergs universitet 11 februari 1539.
Under studietiden i Wittenberg inledde troligen Mårten Mattsson Teit, Mikael Agricola och en tredje student från Finland Simon Henriksson Wiburgensis (från Viborg) översättningen till finska av Nya Testamentet. En i Borgå Lyceum bevarad, 1535 tryckt latinsk ordlista i två band till Bibeln med Teits monogram och även hela namn "Liber Martini Matthei Teiti, Sweci, Fiinlandensis, Ex Perna Nijlandiae" samt årtalet 1538 antecknade, anses indikera att översättningsarbetet inletts redan vid denna tid.
Återresan från Tyskland inleddes av Agricola och Teit först på midsommardagen 1539. I sällskap med Georg Norman, som kallats till lärare för Gustav Vasas två yngre söner, återvände de till Sverige och Stockholm i juli 1539. Därifrån reste Agricola och Teit till Åbo, där båda fick tjänster vid Åbo domkyrka. Medan Agricola utsågs till kanik, skolmästare och domkapitlets skrivare, fick Teit hålla tillgodo med rollen som kanik, den yngste i stiftet. 1541 blev han kyrkoherde i Maria församling. Han förblev medlem av den grupp präster som arbetade med Agricolas bibelöversättning.
När vännen Georg Norman i Stockholm utnämndes till Gustav Vasas rådgivare kallades istället Teit att undervisa de två prinsarna Erik och Johan 1542. Teit avled dock redan efter två år på hösten 1544.